# 奧沃爾哈拉
奧沃爾哈拉（挪威語：Overhalla）是挪威特倫德拉格郡的一個市镇，行政中心为拉內姆斯勒塔村。市镇面积为730平方公里，人口数量为1,884人（2020年），人口密度为每平方公里5.6人。